# Liste des maires de Floirac (Gironde)
La liste des maires de Floirac présente la liste par ordre de mandat des maires de la commune française de Floirac, située dans le département de la Gironde en région Nouvelle-Aquitaine.

## Liste des maires

### Entre 1793 et 1945
| Période | Période | Identité                 | Étiquette | Qualité |
| ------- | ------- | ------------------------ | --------- | --- |
| 1793    | 1802    | Pierre Courribaut        |           | |
| 1802    | 1802    | M. Laroche               |           | |
| 1802    | 1805    | M. Lardos                |           | |
| 1805    | 1810    | M. Langevin              |           | |
| 1810    | 1813    | M. Martin                |           | |
| 1813    | 1820    | M. Courau                |           | |
| 1820    | 1822    | M. Langevin              |           | |
| 1822    | 1829    | M. Blondel de Joigny     |           | |
| 1829    | 1831    | M. Gatinel               |           | |
| 1831    | 1840    | M. Fénélon               |           | |
| 1840    | 1848    | M. Basse                 |           | |
| 1848    | 1854    | M. Allard                |           | |
| 1854    | 1861    | M. Trapaud de Colombes   |           | |
| 1861    | 1868    | M. Chaigneau             |           | |
| 1868    | 1871    | M. Trapaud de Colombes   |           | |
| 1871    | 1871    | M. Bade                  |           | |
| 1871    | 1874    | M. Chaigneau             |           | |
| 1874    | 1874    | M. de Cahuzac            |           | Marquis |
| 1874    | 1876    | M. Faure                 |           | |
| 1876    | 1878    | M. Chaigneau             |           | |
| 1878    | 1900    | Adrien Faure             |           | Négociant et armateur de la maison Faure Frères |
| 1900    | 1904    | Georges Laroze           |           | |
| 1904    | 1913    | M. Ledoux                |           | |
| 1913    | 1919    | M. Roche                 |           | |
| 1919    | 1934    | Jean-Pierre Lassauguette | SFIO      | Chef du bureau du Parc d'artillerie de Bordeaux Conseiller général de Carbon-Blanc (1925 → 1934) Décédé en fonction                                                          |
| 1934    | 1935    | Jean Larrey              |           | Menuisier, adjoint du précédent |
| 1935    | 1941    | Gaston Cabannes          | SFIO      | Tailleur Député de la Gironde (1932 → 1942) Conseiller général de Carbon-Blanc (1934 → 1940) Ancien conseiller d'arrondissement (1925 → 1934) Révoqué par le régime de Vichy |
| 1941    | 1944    | M. Bousquet              |           | Maire délégué par l'État Français |
| 1944    | 1945    | M. Mazars                |           | Président de la délégation spéciale |

### Depuis 1945
| Période      | Période       | Identité              | Étiquette    | Qualité |
| ------------ | ------------- | --------------------- | ------------ | --- |
| 1945         | novembre 1950 | Gaston Cabannes       | SFIO         | Tailleur Député de la Gironde (1945 → 1946) Conseiller général de Carbon-Blanc (1945 → 1950) Décédé en fonction                                                                      |
| 1950         | mars 1959     | Paul Gros             |              | |
| mars 1959    | mars 1961     | Jean-Raymond Guyon    | SFIO         | Ancien fonctionnaire des contributions directes Ancien député de la Gironde (1945 → 1951 et 1956 → 1958) Conseiller général de Sainte-Foy-la-Grande (1945 → 1961) Décédé en fonction |
| mai 1961     | mars 1977     | André Le Floch        | SFIO puis PS | Secrétaire de mairie Ancien député de la Gironde (1re circ.) (1956 → 1958) Vice-président de la CUB (1967 → 1977)                                                                    |
| mars 1977    | mars 1980     | Claude Raymond        | PS           | Directeur d'école Démissionnaire |
| 1980         | juin 1995,    | Jean Darriet          | PS           | Professeur d'université Conseiller général de Floirac (1982 → 1992) |
| juin 1995    | mars 2001     | Pierre Garmendia      | PS           | Cadre administratif Député de la Gironde (4e circ.) (1980 → 1997) Conseiller général de Cenon (1992 → 1998)                                                                          |
| mars 2001    | février 2013  | Conchita Lacuey       | PS           | Cadre comptable Députée de la Gironde (4e circ.) (1997 → 2017) Démissionnaire |
| février 2013 | En cours      | Jean-Jacques Puyobrau | PS           | Cadre Conseiller départemental de Cenon (2017 → 2021) Vice-président de Bordeaux Métropole (2020 → ) Réélu pour le mandat 2020-2026                                                  |

## Conseil municipal actuel
Les 33 sièges composant le conseil municipal ont été pourvus le 28 juin 2020 à l'issue du second tour. Actuellement, il est réparti comme suit : 